# Manchester United Football Club 1955-1956
Questa voce raccoglie le informazioni riguardanti il Manchester United Football Club nelle competizioni ufficiali della stagione 1955-1956.

## Stagione
Allungando di prepotenza sugli inseguitori del Blackpool, con due turni di anticipo il Manchester United si assicurò il quarto titolo del proprio palamrès divenendo la prima squadra a rappresentare l'Inghilterra in Coppa dei Campioni dopo il rifiuto del Chelsea nell'anno precedente. Il cammino dei Red Devils in FA Cup si fermò nel terzo turno, a causa di una netta sconfitta contro il Bristol Rovers.

## Maglie
Le maglie utilizzate per le gare interne ricevono dei bordi bianchi sulle maniche.
| Casa | Trasferta |

## Rosa
| N. |                             | Ruolo | Calciatore          |
| -- | --------------------------- | ----- | ------------------- |
|    | Inghilterra (bandiera)      | P     | Jack Crompton       |
|    | Inghilterra (bandiera)      | P     | Ray Wood            |
|    | Inghilterra (bandiera)      | D     | Geoff Bent          |
|    | Inghilterra (bandiera)      | D     | Roger Byrne         |
|    | Inghilterra (bandiera)      | D     | Bill Foulkes        |
|    | Inghilterra (bandiera)      | D     | Ian Greaves         |
|    | Irlanda del Nord (bandiera) | C     | Jackie Blanchflower |
|    | Inghilterra (bandiera)      | C     | Eddie Colman        |
|    | Inghilterra (bandiera)      | C     | Duncan Edwards      |
|    | Inghilterra (bandiera)      | C     | Freddie Goodwin     |
|    | Inghilterra (bandiera)      | C     | Mark Jones          |
|    | Inghilterra (bandiera)      | C     | Wilf McGuinness     |

| N. |                             | Ruolo | Calciatore        |
| -- | --------------------------- | ----- | ----------------- |
|    | Inghilterra (bandiera)      | C     | Jeff Whitefoot    |
|    | Inghilterra (bandiera)      | C     | Walter Whitehurst |
|    | Inghilterra (bandiera)      | A     | Johnny Berry      |
|    | Inghilterra (bandiera)      | A     | John Doherty      |
|    | Inghilterra (bandiera)      | A     | Eddie Lewis       |
|    | Inghilterra (bandiera)      | A     | David Pegg        |
|    | Inghilterra (bandiera)      | A     | Albert Scanlon    |
|    | Irlanda del Nord (bandiera) | A     | Jackie Scott      |
|    | Inghilterra (bandiera)      | A     | Tommy Taylor      |
|    | Inghilterra (bandiera)      | A     | Dennis Viollet    |
|    | Galles (bandiera)           | A     | Colin Webster     |